# Polyommatus tatsienluica
Polyommatus tatsienluica är en fjärilsart som beskrevs av Hans Fruhstorfer 1916. Polyommatus tatsienluica ingår i släktet Polyommatus och familjen juvelvingar. Inga underarter finns listade i Catalogue of Life.